# Pseudomogoplistes squamiger
Pseudomogoplistes squamiger är en insektsart som först beskrevs av Fischer 1853.  Pseudomogoplistes squamiger ingår i släktet Pseudomogoplistes och familjen Mogoplistidae. Inga underarter finns listade i Catalogue of Life.